# 자셴구

자셴 구의 위치

자셴구(한국어: 갑선구, 중국어: 甲仙區, 병음: Jiǎxiān Qū)는 중화민국 가오슝시의 구이다. 넓이는 124.0340km2이고, 인구는 2015년 8월 기준으로 6,320명이다.

## 지리
자셴 구는 가오슝 현 동북부에 위치하고 동쪽은 타오위안 구, 류구이 구와, 서쪽은 타이난 현 난화 향과 북쪽은 나마샤 구와, 남쪽은 산린 구와 각각 접하고 있다.

## 같이 보기
- 가오슝시